# André Bonzel
André Bonzel est un réalisateur, producteur et scénariste français, né à Paris le 31 mai 1961.

## Parcours
Parti faire ses études en Belgique, André Bonzel y rencontre Rémy Belvaux et Benoît Poelvoorde à l'Institut national supérieur des arts du spectacle (Insas), école supérieure de cinéma à Bruxelles.
Rémy Belvaux et lui co-réalisent, en 1987, un court métrage parodique intitulé Pas de C4 pour Daniel Daniel, une fausse bande-annonce avec Benoît Poelvoorde dans le rôle principal.
Au début des années 1990, ils rééditent l'expérience, en tournant en noir et blanc 16 mm (par la suite gonflé en 35 mm pour sa présentation cannoise) et pour un budget relativement dérisoire (il s'agit en fait d'un travail de fin d'études rallongé) C'est arrivé près de chez vous, fiction d'humour noir aux allures de faux reportage, parodie cynique de la célèbre émission Strip tease. Le film raconte l'histoire d'une équipe de télé — le journaliste est incarné par Rémy Belvaux et André Bonzel incarne le cadreur, situé hors champ mais à qui les personnages s'adressent — qui suit pas à pas un tueur en série — incarné par Benoît Poelvoorde, qui lance du même coup sa carrière — dont les pérégrinations sanglantes sont ponctuées d'aphorismes déroutants... Le film est un succès dès sa présentation à la Semaine de la critique à Cannes en 1992 et devient très vite un film culte.
Par la suite, André Bonzel est resté discret et semble travailler comme cadreur vidéo et/ou directeur de la photographie[réf. souhaitée].
En 2012, il dirige la photographie du long métrage slovaque Des Tigres dans la ville (d) (Tigre v meste).
En 2021, il réalise Et j'aime à la fureur, documentaire autobiographique conçu essentiellement à partir d'archives filmées de sa famille et d'images tirées de sa collection de film d'amateurs.

## Filmographie
Sauf indication contraire, les informations mentionnées dans cette section peuvent être confirmées par les bases de données cinématographiques IMDb et Allociné,  présentes dans la section « Liens externes ».

### Réalisateur
- 1987 : Pas de C4 pour Daniel Daniel (court métrage), réalisé avec Rémy Belvaux
- 1992 : C'est arrivé près de chez vous (long métrage), réalisé avec Rémy Belvaux et Benoît Poelvoorde
- 1995 : I Died in My Teens de Psyched Up Janis (clip)[réf. nécessaire]
- 2000 : Lettre à un jeune... (mini-série documentaire)[réf. nécessaire]
- 2021 : Et j'aime à la fureur (long métrage documentaire)

### Autres
André Bonzel occupe aussi d'autres postes sur ses propres réalisations (directeur de la photographie, scénariste, producteur...)
- 1986 : Abel (court métrage) d'Anne Caprile - directeur de la photographie
- 2000 : L'Amour, l'Argent, l'Amour de Philip Gröning - second directeur de la photographie
- 2007 : La Haine: Social Dynamite (vidéo, analyse sociologique du film La Haine) - directeur de la photographie
- 2012 : Tigre v meste de Juraj Krasnohorský - directeur de la photographie